# غينيفير
غينيفير (بالإنجليزية: Guinevere)‏ فيلم أمريكي درامي إنتاج عام 1999. ويدور حول علاقة رومانسية وفنية بين طالبة شابة ومعلمها الأكبر سناً.
كتبته وأخرجته أودري ولز وبطولة ستيفن ريا وسارة بولي وجين سمارت وجينا غيرشون.
رشح الفيلم لجائزة لجنة التحكيم في مهرجان ساندانس السينمائي عام 1999. وفاز بجائزة والدو سولت للسيناريو مناصفة مع فيلم «جو الملك» لفرانك ويلي.

## روابط خارجية
- غينيفير على موقع IMDb (الإنجليزية)
- غينيفير على موقع ميتاكريتيك (الإنجليزية)
- غينيفير على موقع روتن توميتوز (الإنجليزية)
- غينيفير على موقع نتفليكس (الإنجليزية)
- غينيفير على موقع ألو سيني (الفرنسية)
- غينيفير على موقع Turner Classic Movies (الإنجليزية)
- غينيفير على موقع أول موفي (الإنجليزية)
- غينيفير على موقع بوكس أوفيس موجو (الإنجليزية)
- غينيفير على موقع فيلمافينيتي (الإسبانية)
- غينيفير على موقع قاعدة بيانات الفيلم (الإنجليزية)